# Ford Fusion
Ford Fusion je malý automobil značky Ford, který v modelové nabídce zaplňoval mezeru mezi Fordem Fiesta a Focus. Jeho prodej byl zahájen v roce 2002, roku 2005 byl faceliftován a v roce 2012 byl prodej ukončen. V roce 2007 se s počtem 2835 zaregistrovaných kusů stal nejprodávanějším zahraničním osobním automobilem v ČR. Následujícího roku se prodej modelu Fusion ještě zvýšil o 66 % na 5608 vozů a byl opět nejprodávanějším dováženým vozem do ČR.
Ford Fusion „malý nebo velký vůz“, byl Fordem speciálně vyvinut tak, aby z moderního městského prostředí vytěžil co nejvíce. Tím také založil novou kategorii UAV (Urban Activity Vehicle) která v sobě spojuje prvky kategorie SUV, MPV a malého hatchbacku. Fusion je posazen vysoko na vozovce, takže dle Fordu dokáže lehce a bezpečně proplout rušnou městskou dopravou s častým parkováním. Dle Fordu se také díky své praktické využitelnosti a velké variabilností vůz snadno přizpůsobil aktivnímu městskému životnímu stylu a při tom všem si ponechal ovladatelnost malých vozů kategorie „supermini“ Ford Fiesta.
První koncept vozu byl představen na Ženevském autosalonu v roce 2001 a produkční model na stejném místě o rok později. Produkce probíhala v německém Kolíně nad Rýnem a vozy byly vyváženy do více než padesáti zemí světa, včetně například Austrálie, Japonska, Jižní Afriky či Hongkongu.
Facelift v roce 2005 nebyl nikterak výrazný, změnila se přední a zadní světla, lehce modifikovány byly nárazníky, zrcátka a výřezy na bocích. V interiéru byly některé části nahrazeny měkčím povrchem a do nabídky přibyly nové interierové barvy.
V Jižní Americe byl Fusion prodáván s výraznými změnami pod názvem Ford EcoSport. Vůz více připomínal SUV, s čímž korespondovaly designové změny a zvýšení světlé výšky.
V roce 2012 byl vůz nahrazen Fordem B-Max.

## Přehled motorizací
| Model                | 1,25 Duratec 16V | 1,4 Duratec 16V  | 1,6 Duratec 16V  | 1,4 Duratorq TDCi | 1,6 Duratorq TDCi |             |
| Uspořádání válců     | 4 v řadě         | 4 v řadě         | 4 v řadě         | 4 v řadě          | 4 v řadě          |             |
| Druh motoru          | benzínový        | benzínový        | benzínový        | turbodiesel       | turbodiesel       | turbodiesel |
| Objem (cm³)          | 1.242            | 1.388            | 1.596            | 1.399             | 1.560             |             |
| Výkon (kW)           | 55 při 6000 ot.  | 58 při 5700 ot.  | 74 při 6000 ot.  | 50 při 4000 ot.   | 66 při 4000 ot.   |             |
| Kroutící moment (Nm) | 110 při 4000 ot. | 124 při 3500 ot. | 146 při 4000 ot. | 160 při 2000 ot.  | 204 při 1750 ot.  |             |
| Nejvyšší rychlost    | 159 km/h         | 163 km/h         | 178 km/h         | 164 km/h          | 176 km/h          |             |
| Zrychlení 0–100 km/h | 15,5 s           | 14,0 s           | 11,1 s           | 16,1 s            | 12,9 s            |             |
| Kombinovaná spotřeba | 6,4 l/100 km     | 6,5 l/100 km     | 6,6 l/100 km     | 4,6 l/100 km      | 4,5 l/100 km      |             |
| Emise CO2            | 152 g/km         | 154 g/km         | 157 g/km         | 122 g/km          | 119 g/km          |             |

## Statistika registrací

### Registrace v ČR
| Rok  | registrace OA | z toho benzín | z toho diesel | registrace LUV | z toho benzín | z toho diesel | celkem OA+LUV |
| 2004 | 256           | 211           | 45            | –              | –             | –             | 256           |
| 2005 | 954           | 889           | 65            | 297            | 253           | 44            | 1251          |
| 2006 | 850           | 768           | 82            | 379            | 261           | 118           | 1229          |
| 2007 | 2835          | 2781          | 54            | 538            | 482           | 56            | 3317          |
| 2008 | –             | –             | –             | –              | –             | –             | 5608          |

Zdroj: SDA-CIA

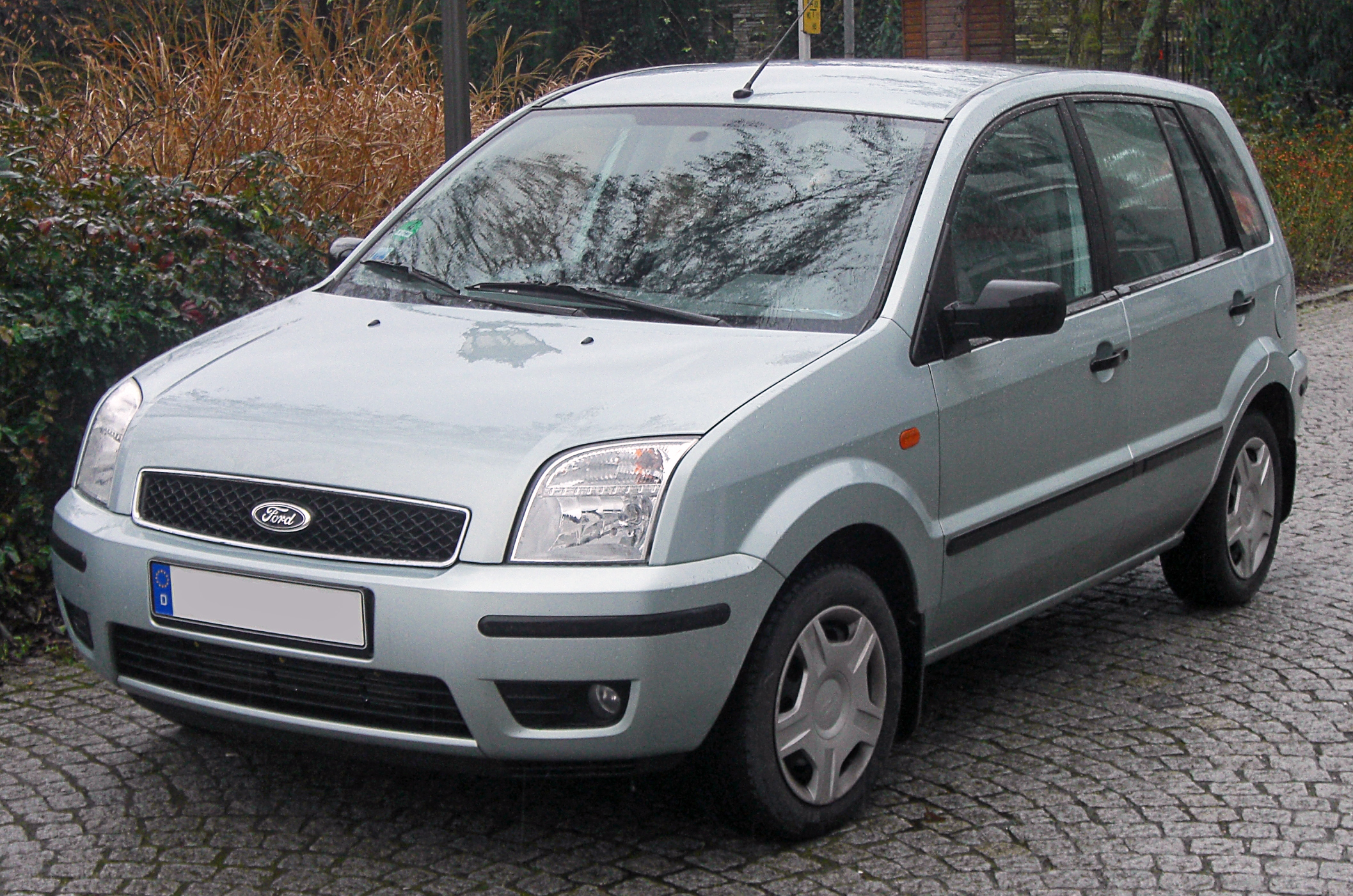
Ford Fusion (2002–2005)
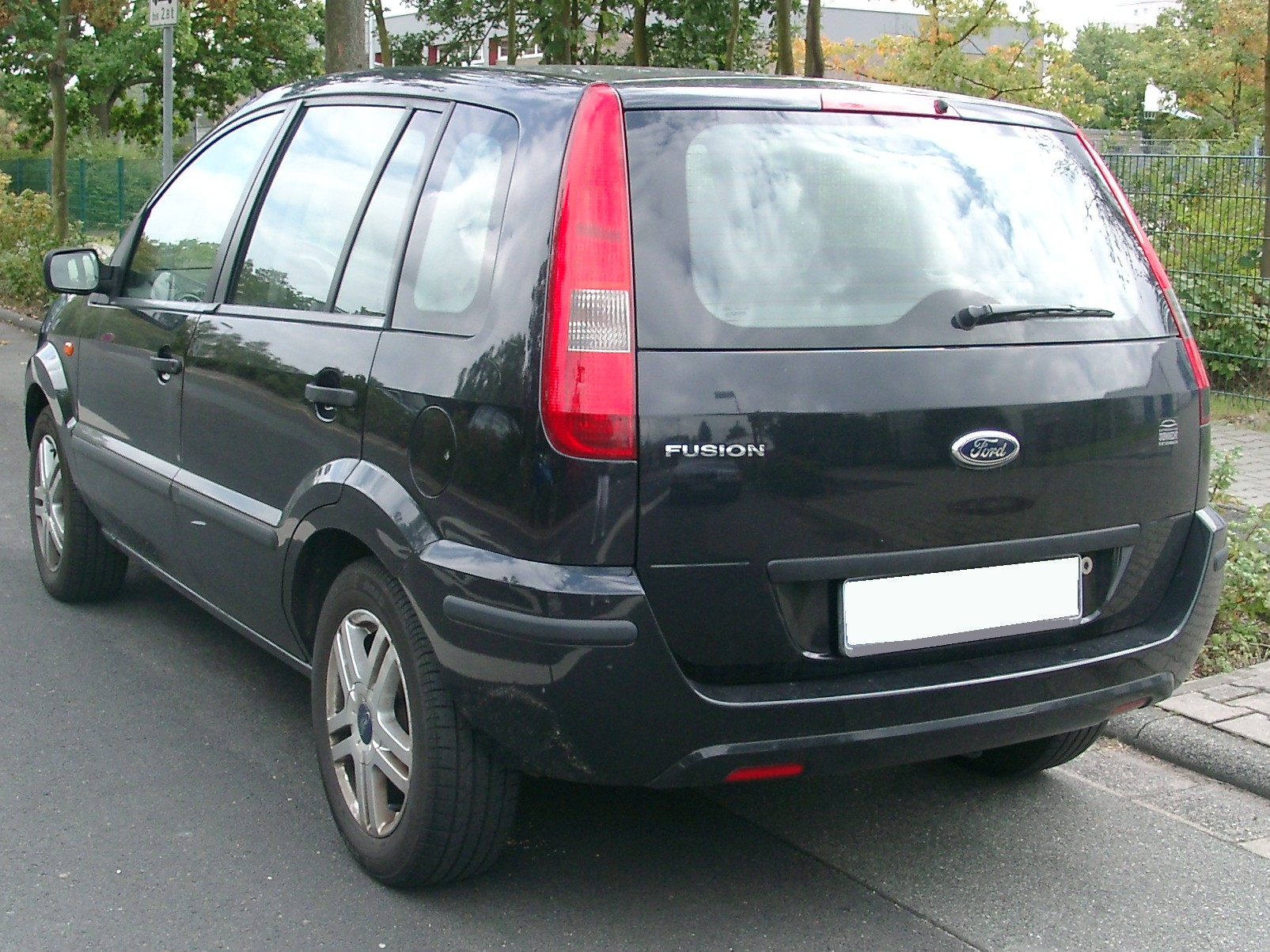
Ford Fusion (2002–2005)
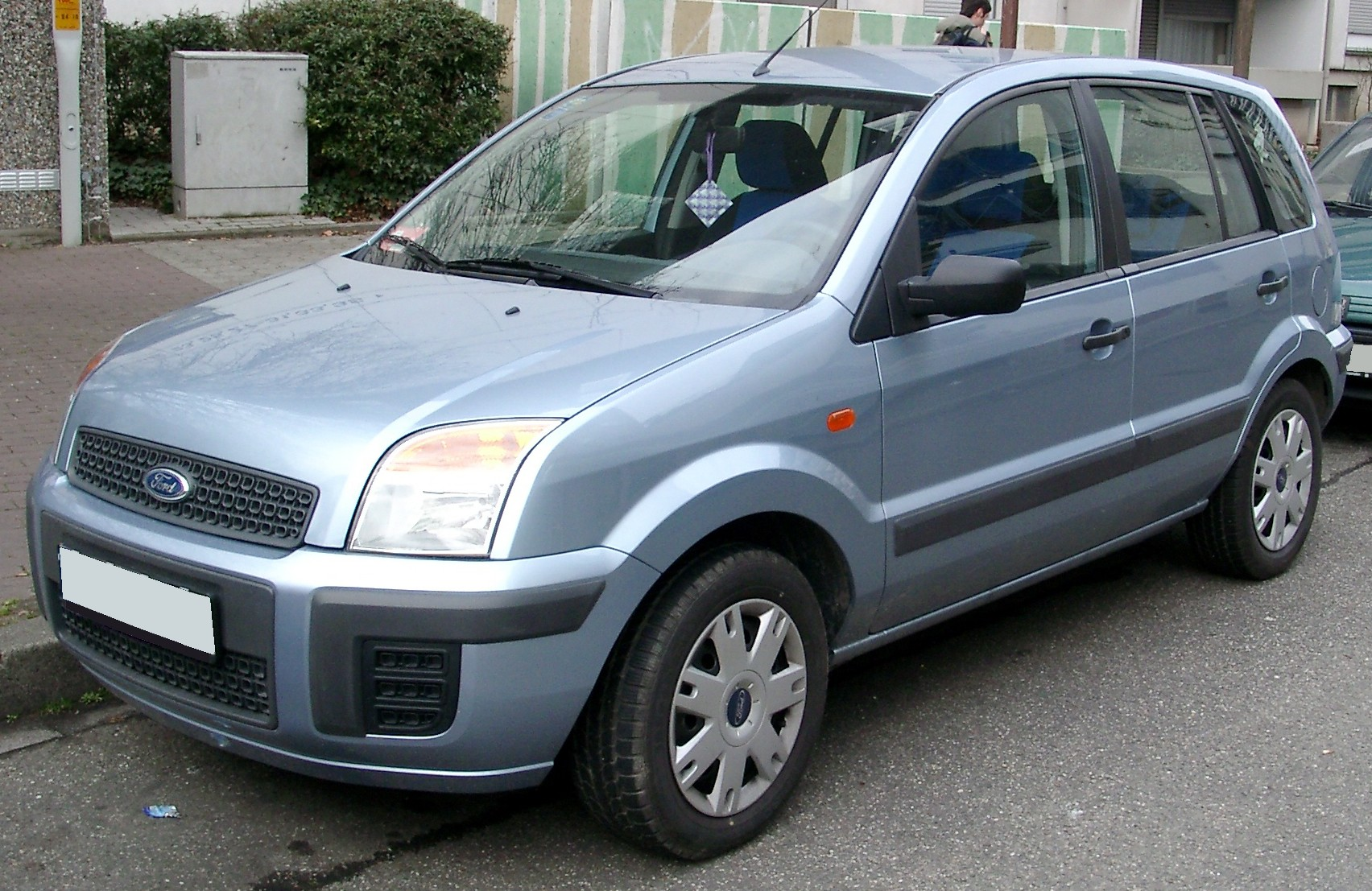
Ford Fusion (2005–2012)
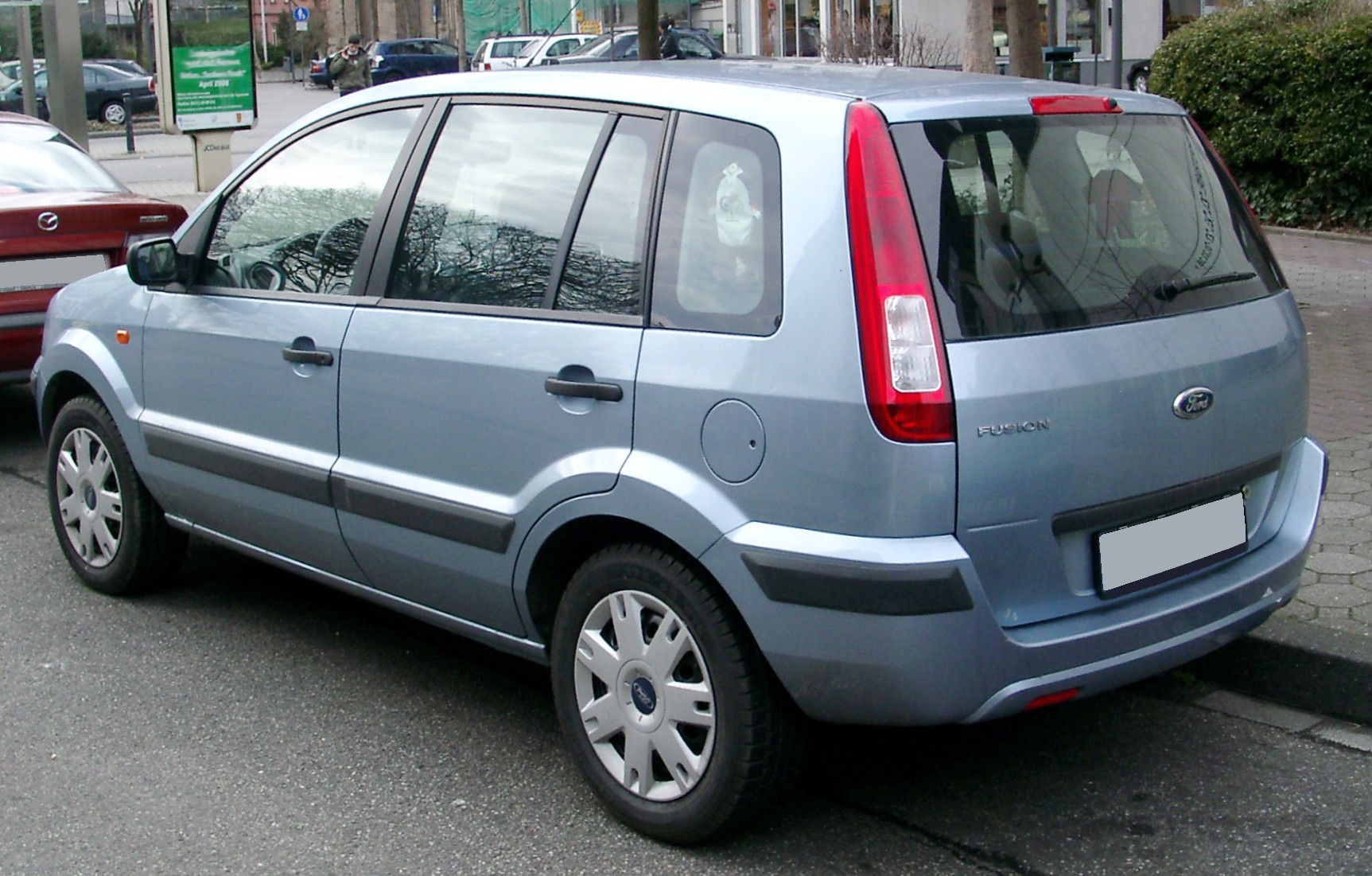
(Ford Fusion (2005–2012)